# Alexandre Baptista
José Alexandre da Silva Baptista (* 17. Februar 1941 in Barreiro; † 3. März 2024) war ein portugiesischer Fußballspieler.

## Karriere

### Verein
Baptista verbrachte seine gesamte Profikarriere bei Sporting Lissabon. Mit diesem Klub gewann er dreimal die portugiesische Meisterschaft, zweimal den portugiesischen Pokal sowie den Europapokal der Pokalsieger. 1971 beendete er im Alter von 30 Jahren seine aktive Laufbahn.

### Nationalmannschaft
Am 4. Juni 1964 debütierte Baptista beim 1:1 in einem Freundschaftsspiel gegen England. Nach geglückter Qualifikation für die Endrunde der Fußball-Weltmeisterschaft 1966 in England wurde er von Trainer Otto Glória in den portugiesischen Kader berufen. Dort wurde er in den Gruppenspielen gegen Ungarn und Brasilien sowie in den Finalrundenspielen eingesetzt. Portugal schloss das Turnier mit dem dritten Platz ab.
Insgesamt absolvierte Baptista elf Länderspiele für Portugal.

## Erfolge
- Portugiesischer Meister: 1962, 1966 und 1970
- Portugiesischer Pokal: 1963 und 1971
- Europapokal der Pokalsieger: 1964